# Fairviews flygplats
Fairview är en flygplats i Kanada.   Den ligger i provinsen Alberta, i den centrala delen av landet, 3 200 km väster om huvudstaden Ottawa. Fairview ligger 660 meter över havet.
Terrängen runt Fairview är platt. Runt Fairview är det ganska tätbefolkat, med 104 invånare per kvadratkilometer.. Närmaste större samhälle är Fairview, 0,94 km öster om Fairview. 
Trakten runt Fairview består till största delen av jordbruksmark.